# Porter’s Rest

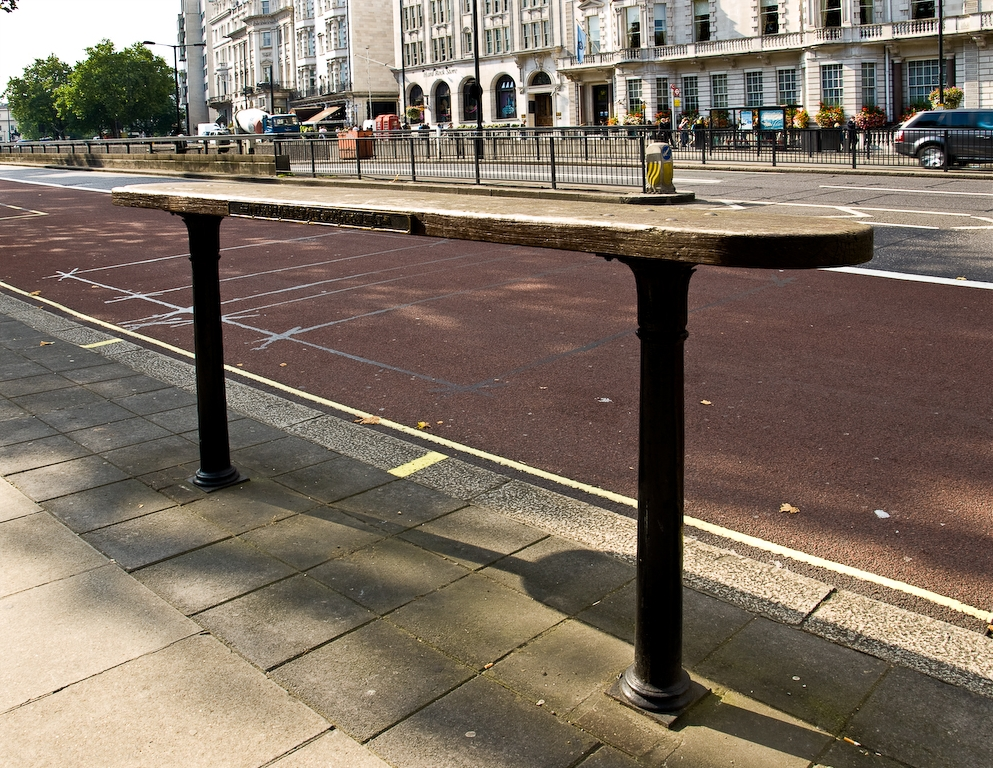
Porter’s Rest (2008)

Porter’s Rest ist eine denkmalgeschützte Ablage für die von Gepäckträgern transportierten Laststücke in London.

## Standort
Porter’s Rest befindet sich auf der dem Haus Nr. 127 gegenüberliegenden Südseite des Piccadilly in London an einer Bushaltestelle kurz vor dem westlichen Ende der Straße.

## Beschreibung
Auf zwei schulterhohen gusseisernen Säulen mit Lotosblatt-Kapitellen ruht eine fest montierte hölzerne Planke mit abgerundeten Ecken. Eine seitlich an der Planke angebrachte Bronzeplakette trägt die Inschrift:
At the Suggestion of R. A. Slaney Esq. who for 26 Years represented Shrewsbury in Parliament this Porter’s Rest was erected in 1861 by the Vestry of St. George Hanover Square for the Benefit of Porters and Others carrying Burdens.
Auf Anregung von Herrn R. A. Slaney, der 26 Jahre lang Shrewsbury im Parlament vertrat, wurde diese Gepäckträgerablage 1861 von der Vestry (hier: die Gemeindeverwaltung) des Parlamentsbezirks St. George Hanover Square zum Wohle von Gepäckträgern und anderen, die Lasten tragen, errichtet.

## Hintergrund
Der Porter’s Stand, dessen Funktion sich heute kaum noch erschließt, erfüllte bei seiner Errichtung 1861 einen praktischen Zweck: Er ermöglichte es den damals zahlreichen Trägern, die ihre Laststücke auf Rückengestelle geschnallt transportierten, eine Pause einzulegen und sich vom Gewicht der Last durch Absetzen auf der Planke zu erleichtern, ohne das Tragegestell ablegen zu müssen.
Bei dem Parlamentsmitglied R. A. Slaney, auf dessen Vorschlag der Porter’s Rest zurückgeht, handelte es sich um Robert Aglionby Slaney (1791–1862), einen Barrister, der den Parlamentsbezirk Shrewsbury als Abgeordneter der Whig-Partei im House of Commons mit wenigen Unterbrechungen von 1826 bis 1862 vertrat.
Am 1. Dezember 1987 wurde der Porter’s Rest als Grade-II-Bauwerk in die English Heritage-Denkmalliste aufgenommen.